# Korso järnvägsstation

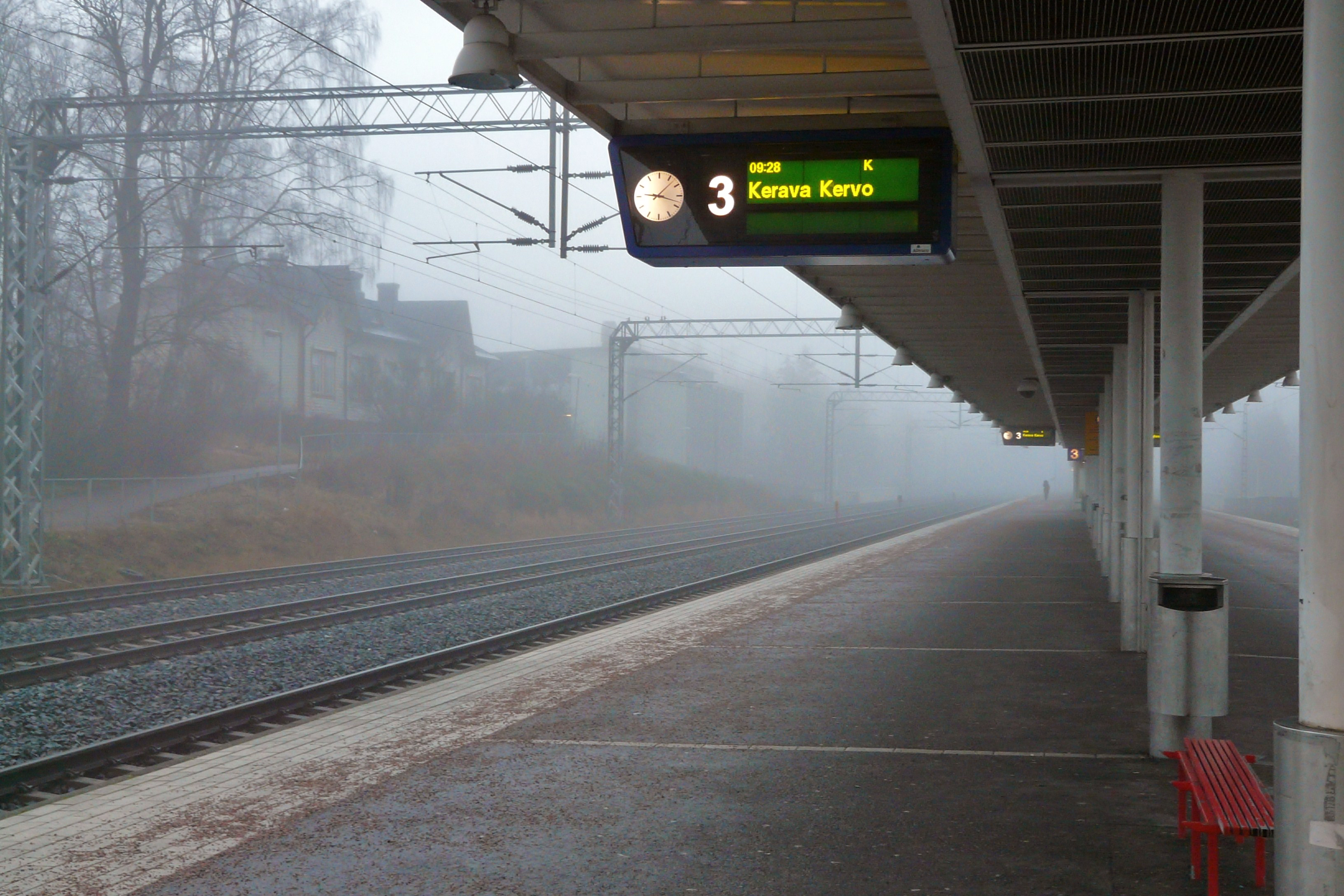
Korso järnvägsstation i Vanda

Korso järnvägsstation (Krs, finska Korson rautatieasema) är belägen i stadsdelen Korso i Helsingforsförstaden Vanda, längs Kervo stadsbana, cirka 23 km från Helsingfors centralstation, och trafikeras av närtågslinjerna K (Helsingfors–Kervo) och T (Helsingfors–Riihimäki).